# Pete Doherty
Peter Doherty, angleški glasbenik in umetnik, * 12. marec 1979. 
Peter (v medijih pogosto samo Pete) Doherty  je angleški glasbenik, pisatelj, igralec in umetnik. Prvi velik uspeh je dosegel kot frontman angleške indie skupine The Libertines leta 2002. Po njihovem razpadu je ustanovil skupino Babyshambles, ki trenutno predstavlja njegov glavni projekt. Leta 2005 je bil deležen udara s strani angleških tabloidov in ostalih medijev zaradi svoje odvisnosti od heroina in burnega razmerja z manekenko Kate Moss Leta 2009 je izdal prvi solistični album Grace/Wastelands, leto kasneje pa ob Charlotte Gainsbourg igral v filmu The Confession of a Child of the Century.

## Otroštvo
Peter Doherty se je rodil v Hexhamu, Anglija, kot drugi od treh otrok ruske Judinje Jacqueline in Petra Johna Doherty, irskega Angleža. Srednjo šolo je končal z visoko nadpovprečnimi rezultati in pri šestnajstih letih osvojil šolsko tekmovanje v pisanju poezije. Po končani srednji šoli se je preselil k svoji babici v London - kamor pravi, ga je vlekla usoda - in delal kot kopalec grobov. Obiskoval je Univerzo v Londonu, kjer je študiral angleško literaturo, a po enem letu študija obupal. V tem času je spoznal leto starejšega Carla Barâta in skupaj sta se preselila v londonsko stanovanje.

## Glasbena kariera

### The Libertines
Doherty in Barât sta skupino The Libertines ustanovila v poznih devetdesetih, prvi večji uspeh pa ni prišel vse do leta 2002 in izdaje prvega albuma Up The Bracket, ki ga mnogi kritiki prištevajo med najpomembnejše albume 21. stoletja. Skupina je dosegla razmeroma velik komercialni uspeh in si med zvestimi oboževalci prislužila kultni status, njihovi koncerti so namreč nemalokrat potekali kar v stanovanju Barâta in Dohertyja. Predvsem slednji je bil med glasbenimi kritiki pogosto označen za najbolj obetavnega pisca svoje generacije. Večji del uspeha skupine lahko pripišemo turbulentnim prijateljstvom med Dohertyjem in Barâtom, ki je bilo nemalokrat na meji med ljubeznijo in sovraštvom. Roger Sargent, uradni fotograf skupine, je njun odnos opisal kot "prvo ljubezen in vse ljubosumje in obsesivnost, ki jo spremlja". "Med njima obstaja vez, intelektualna in duhovna, kakršne še nisem videl ... včasih pomisliš, zakaj zaboga si ne najameta sobe?"Navkljub priznanju v glasbenem svetu se je Doherty vedno bolj pogosto zatekal k drogam, kar je vodilo do nesporazumov v skupini. Predvsem vihrav je bilo njegov odnos z Barâtom, kateremu je leta 2003 oropal novo stanovanje in bil zato obsojen na 6 mesecev zapora. Kazen je bila kasneje zmanjšana na 2 meseca, ob prihodu iz londonskega zapora ga je pričakal sam Barât, spori so bili pozabljeni in skupina je nadaljevala s snemanjem drugega albuma.
Doherty je svojo odvisnost od heroina in crack kokaina poskušal ozdraviti z obiski različnih rehabilitacijskih centrov, a brez trajnega uspeha. Tako je bil med postprodukcijo drugega albuma prisiljen zapustiti skupino. The Libertines so brez njegove prisotnosti zaradi pogodbenih obveznosti še igrali na nekaj koncertih in festivalih, nato pa končno razpadli leta 2004.
Skozi leta so se vrstila namigovanja o morebitni ponovni združitvi, ki je bila otežena predvsem zaradi zapletenega odnosa med frontmenoma, Dohertyjem in Barâtom. Avgusta 2010 so se vendarle združili na festivalu Reading in Leeds, njihov nastop pa je bil pozitivno sprejet tako s strani glasbenih kritikov kot oboževalcev.

### Babyshambles
Doherty je proti koncu svojega delovanja v The Libertines ustanovil novo skupino Babyshambles. Izdali so dva abuma, njihove turneje pa so bile nemalokrat prekinjene ali odpovedane zaradi Dohertyjeve odvisnosti. Avgusta 2006 so Babyshambles podpisali pogodbo z eno izmed vodilnih britanskih glasbenih založb, Parlophone. Skupina je skozi leta pogostokrat zamenjala zasedbo, trenutno jo sestavljajo Doherty, basist Drew McConnell, kitarist Mick Whitnall in bobnar Danny Goffey. Namigovanja kažejo, da bodo v letu 2012 po petih letih ponovno izdali nov album. 

### Solo kariera
16. marca 2009 je Doherty izdal svoj prvi solistični album z naslovom Grace/Watelands, ki je v celoti vseboval akustične skladbe in bil zato računalniško skoraj neobdelan. Prvi single iz albuma, imenovan The Last Of The English Roses, je izzval pozitivne reakcije kritikov, Doherty pa je bil na nagradah NME-ja imenovan za najboljšega solističnega izvajalca leta.

### Vplivi
Doherty je kot svoja najljubša literarna dela imenoval Orwellovo znanstveno fantastiko 1984, Brighton Rock avtorja Grahama Greenea, Our Lady of the Flowers avtorja Jeana Geneta, Flowers of Evil avtorja Charlesa Baudelaira in vsa dela Oscarja Wilda, med večje vplive pa prišteva tudi Emily Dickinson in Tonyja Hancocka. Na njegovo glasbeno ustvarjanje so med drugim vplivali The Smiths, The Clash, The Stone Roses, The Beatles in The La‘s.

## Družina in zasebno življenje
Doherty ima starejšo sestro Amy-Jo in mlajšo sestro Emily. Njegova mati Jacqueline Doherty je delala kot medicinska sestra, oče Peter John pa kot oficir v vojski. Slednji je v letu 2005 naznanil, da s sinom ne bo spregovoril, dokler ne preneha z jemanjem drog. Bolj ali manj neuspešno je Doherty obiskoval številne rehabilitacijske klinike po vsem svetu in večkrat priznal, da ‘takšne odvisnosti ne bi želel niti svojemu najhujšemu sovražniku‘.
Njegova prepoznavnost v medijih je strmo narasla v letu 2005, predvsem zaradi turbolentnega razmerja z manekenko Kate Moss, leta 2007 sta se zaročila, a se še isto leto tudi razšla. Oktobra 2007 je sledilo krajše razmerje z manekenko Irino Lazareanu. Leta 2003 se je Dohertyju rodil sin Astile. V pogovoru za britanski tabloid Daily Mail je priznal, da zaradi svoje odvisnosti skuša ostati stran od sinovih oči. Od leta 2008 naj bi bil kljub temu redno v stiku.
Doherty trenutno živi v Parizu, kjer naj bi snemal svoj drugi solistični album.